# Славентантор Давид Овсійович
Дави́д Овсі́йович Славента́нтор (*13 січня 1901 — †12 серпня 1981) — російський радянський письменник-прозаїк, публіцист, журналіст єврейського походження.

## Життєпис
Народився 13 січня 1901 року у містечку Нікополь Нікопольської волості Катеринославського повіту Катеринославської губернії Російської імперії (тепер — адміністративний центр Нікопольського району Дніпропетровської області України). Єврей.
Із 1921 по 1923 рік — навчався у Дніпропетровському медичному інституті. Працював у УкрРОСТА.
У 1923 році — переїхав до Ленінграду.
У 1925 році — розпочав літературну діяльність. Обрав літературний псевдонім Д. Стор. Співпрацював із «Красной газетой», «Ленинградской правдой», журналом «Искусство и жизнь». Здебільшого — писав про людей, що залишили слід у мистецтві і науці.
У 1931 році — видав книгу «Інститут металів».
Влітку 1936 року, в «Ленинградской правде», надрукував серію статей-доносів, що засуджували «нездорову обстановку» в Пулковській обсерваторії та звинувачували астрономів у «поклонінні перед закордоном», що нібито виражалося в публікації робіт переважно в західних журналах, в «затиску критики», тощо. НКВС почав розслідувати так звану «пулківську справу». По ній заарештували понад 100 осіб: 17 — розстріляли, майже всіх решту — посадили за грати.
У 1939 році — видав книгу «Микола Черкасов», присвячену Народному артисту СРСР Черкасову.
Під час Другої світової війни — військовий кореспондент «Ленинградского радио», писав для газети «На страже Родины», «В бой за Родину» (4-ї армії), «Отважный воин» (2-ї ударної армії) та інших. Писав нариси, статті і кореспонденції. Починав у блокадному Ленінграді. Згодом — був фронтовим кореспондентом на Волховському фронті.
Нагороджений орденами Вітчизняної війни II ступеня та Червоної Зірки, медалями.
Після війни, з початком антисемітської кампанії, нариси Славентантора «Ленинградская правда» не приймала, але публікували журнал «Звезда» та газета «Вечерний Ленинград». Він писав про науку, про виробництво, про новобудови країни.
У 1948 році — видав книгу «Трудівники науки».
У 1966 році — збірку нарисів «На порозі атомної доби» та книгу про інжерена Генріха Графтіо «Людина, яка підкоряла річки».
У 1974 році — книгу «Вчений першого рангу» (про зоолога, іхтіолога, гідробіолога та гідролога Миколу Кніповича).
Член Спілки письменників СРСР (Ленінградського відділення).
Помер 12 серпня 1981 року у Ленінграді. Похований на Преображенському єврейському цвинтарі.